# Trigoniocardia ovuloides
Trigoniocardia ovuloides är en musselart som först beskrevs av Reeve 1845.  Trigoniocardia ovuloides ingår i släktet Trigoniocardia och familjen hjärtmusslor. Inga underarter finns listade i Catalogue of Life.